# ユリア・ラスキナ
ユリア・ラスキナ（Yulia Raskina、Юлия Раскина、1982年4月9日 - ）はベラルーシの新体操選手。

## 経歴
- 1982年4月9日、ユダヤ系のスポーツ一家のもとに生まれる。母親は旧ソ連の新体操のコーチ。ジュニア時代は母親の指導を受けていた。
- 1989年より新体操を始める。
- 1992年にナショナルチーム入り。
- 1997年の世界新体操選手権に団体総合のメンバーとして出場し、銀メダル獲得に貢献した。
- 1999年の世界新体操選手権において、個人総合含む全4種目で銀メダルを獲得。
- 2000年のシドニーオリンピックの個人総合において銀メダルを獲得。1位のユリア・バルスコワとは0.084点の僅差だった。
- 2003年に現役引退。